# 圣日耳曼德孔福朗
圣日耳曼德孔福朗（法語：Saint-Germain-de-Confolens，法語發音：[sɛ̃ ʒɛʁmɛ̃ də kɔ̃fɔlɑ̃]，意为“孔福朗的圣日耳曼”）是法国夏朗德省的一个旧市镇，属于孔福朗区。2016年，圣日耳曼德孔福朗与该省副省会孔福朗合并为新的孔福朗。

## 地理
圣日耳曼德孔福朗（46°3'11"N, 0°41'4"E）面积4.67 平方千米，位于法国新阿基坦大区夏朗德省，该省份为法国西部内陆省份，北起德塞夫勒省和维埃纳省，东临上维埃纳省，东南至多尔多涅省，南至多爾多涅省，西接滨海夏朗德省。
与圣日耳曼德孔福朗接壤的市镇（或旧市镇、城区）包括：布里亚克、孔福朗、埃斯、莱萨克。
圣日耳曼德孔福朗的时区为UTC+01:00、UTC+02:00（夏令时）。

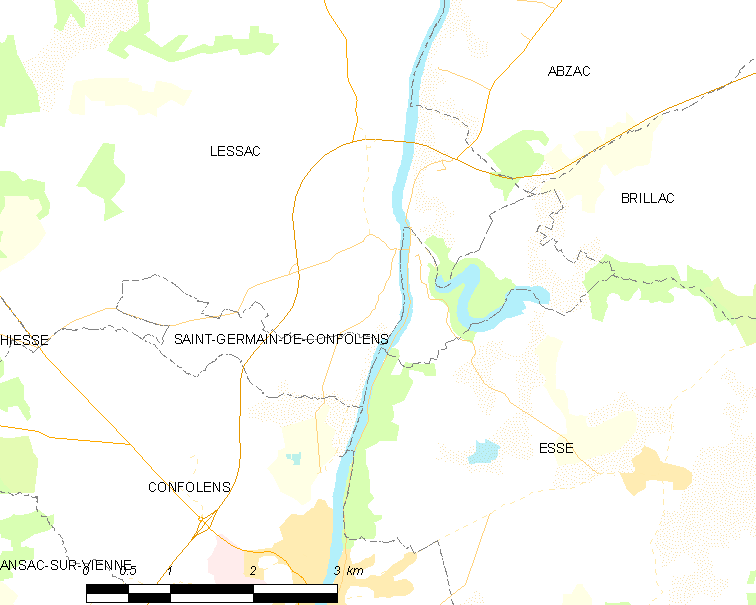
圣日耳曼德孔福朗的OSM定位图

## 行政
圣日耳曼德孔福朗的邮政编码为16500，INSEE市镇编码为16322。

## 政治
圣日耳曼德孔福朗所属的省级选区为夏朗德-维埃纳县。

## 人口

1962-2008年间圣日耳曼德孔福朗人口变化图示

圣日耳曼德孔福朗于2018年1月1日时的人口数量为69人。